# Marie Vila Casas
Marie Vila Casas és el nom de traductora de Marie Christine Vila (París, 1958). És escriptora i musicògrafa, autora de llibres publicats a França, entre els quals destaquen Sotto Voce, Mozart à Paris (Actes Sud), Quatre siècles d'opéra (Larousse), Cathy Berberian Cant’actrice (Fayard) i Paris Musique, una història de la vida musical parisina (Parigramme). Actualment, prepara un llibre sobre Espanya en el context de la vida musical parisina (Fayard).
De mare francesa i pare català (l'artista i escriptor Joan Vilacasas), ha estudiat Música i Filosofia a la Sorbonne de París i català a Barcelona. Lectora de literatura catalana i espanyola per a editors francesos, s'inclina a defensar la literatura catalana, a la qual se sent particularment vinculada. Ha traduït al francès les dues últimes novel·les guardonades amb el Premi Ramon Llull: Tenim un nom, de Vicenç Villatoro, i Amor i guerra, de Núria Amat, publicades a Éditions Robert Laffont. Per a les Éditions Anne-Marie Métailié, ha traduït Amb ulls de nena, d'Encarnació Martorell, i la traducció de La mala dona de Marc Pastor.